# Dipsas oreas
Espèce
Statut de conservation UICN

 NT  : Quasi menacé
Synonymes
- Leptognathus oreas Cope, 1868
- Leptognathus andrei Sauvage, 1884

Dipsas oreas  est une espèce de serpents de la famille des Dipsadidae.

## Répartition
Cette espèce se rencontre au Pérou et en Équateur. 

## Publication originale
- Cope, 1868 : An examination of the Reptilia and Batrachia obtained by the Orton Expedition to Equador and the Upper Amazon, with notes on other species. Proceedings of the Academy of Natural Sciences of Philadelphia, vol. 20, p. 96-140 (texte intégral).